# تپه بدرآباد علیا
تپه بدر آباد علیا مربوط به دوران پیش از تاریخ ایران باستان است و در شهرستان خرم‌آباد، بخش مرکزی، روستای بدر آباد واقع شده و این اثر در تاریخ ۱۲ بهمن ۱۳۸۱ با شمارهٔ ثبت ۷۱۱۵ به‌عنوان یکی از آثار ملی ایران به ثبت رسیده است.